# Kotobukiya
Kotobukiya (壽屋) es una compañía de juguetes de origen japonés que se caracteriza por desarrollar réplicas de personajes de películas, series y animes. En este aspecto, destaca el nivel de perfeccionismo de sus figuras. La sede de la empresa está en la ciudad de Tachikawa, en Tokio.

## Historia
Kotobukiya fue fundada por Jusaburo Shimizu en 1947 como una simple tienda de muñecas. Sin embargo, en 1951, Shimizu se asoció con sus dos hermanos para refundar la compañía, aunque esta vez como una sociedad de responsabilidad limitada. El 7 de enero de 1953, la tienda se convirtió en una empresa de fabricación de juguetes.
Sin embargo, la compañía no adquiriría su nombre actual hasta 1981. En 1983 Kotobukiya creó su primera maqueta, Armamento, y solo dos años después, en 1985, creó su primer kit con licencia, una figura de Godzilla.  Posteriormente, la compañía se convirtió en la primera empresa ajena a Bandai que obtuvo la licencia de productos  Gundam, con  Mobile Suit Zeta Gundam THE-O mecha. 
Su producción se diversificó a partir de mayo de 1989, cuando la compañía creó sus primeros productos ajenos a las maquetas (único tipo de productos que fabricaba hasta ese momento): Se trató de varias estatuas de vinilo blando y figuras de Estilismo Activo.

## Características de sus tiendas
La compañía aún posee varias tiendas minoristas en Japón, concretamente en las ciudades de Tachikawa, Akihabara (ambas en Tokio) y Nipponbashi (en Osaka), en las cuales se celebran anualmente concursos de pintura y escultura. Los jurados de los concursos están compuestos por escultores, tanto por algunos vinculados a la compañía como a otras empresas, caso del redactor jefe de Hobby Japan, la revista japonesa de modelismo. Generalmente, más de trescientas personas participan en estos concursos, incluyendo algunos de los escultores de la propia compañía. Además, muchos de los escultores que participan en el concurso son buscados por los mismos escultores de Kotobukiya.

## Repercusión
Según la página web de la empresa, el detallismo y perfeccionismo de las figuras fabricadas por Kotobukiya han favorecido la colaboración de editores y licenciadores, así como de  los mejores talentos artísticos, con la empresa. 
En octubre de 2009, una parte de los mejores escultores estadounidenses se unieron para crear el estudio KOTOBUKIYA KREATIVE 3 (K3) en su país, con el fin de producir bienes y marketing para los coleccionistas de EE. UU..

## Licencias
Actualmente, Kotobukiya posee las siguientes licencias:
- Títulos de Anime
- Alien vs. Predator
- Dead or Alive
- Devil May Cry
- Halo
- Indiana Jones
- Marvel Comics
- One Coin
- Piratas del Caribe
- Star Wars
- Superman
- The Art of Shunya Yamashita
- Friday the 13th